# Gran Premio motociclistico di Germania 2021
Il Gran Premio motociclistico di Germania 2021 è stato l'ottava prova su diciotto del motomondiale 2021, disputato il 20 giugno sul circuito del Sachsenring. Le vittorie nelle tre classi sono andate rispettivamente a: Marc Márquez in MotoGP, Remy Gardner in Moto2 e Pedro Acosta in Moto3.

## MotoGP

### Arrivati al traguardo
| Pos. | Nº | Pilota            | Squadra                     | Motocicletta       | Giri | Tempo     | Griglia |
| ---- | -- | ----------------- | --------------------------- | ------------------ | ---- | --------- | ------- |
| 1º   | 93 | Marc Márquez      | Repsol Honda                | Honda RC213V       | 30   | 41'07.243 | 5º      |
| 2º   | 88 | Miguel Oliveira   | Red Bull KTM Factory Racing | KTM RC16           | 30   | +1.610    | 6º      |
| 3º   | 20 | Fabio Quartararo  | Monster Energy Yamaha       | Yamaha YZR-M1      | 30   | +6.772    | 2º      |
| 4º   | 33 | Brad Binder       | Red Bull KTM Factory Racing | KTM RC16           | 30   | +7.922    | 13º     |
| 5º   | 63 | Francesco Bagnaia | Ducati Lenovo               | Ducati Desmosedici | 30   | +8.591    | 10º     |
| 6º   | 43 | Jack Miller       | Ducati Lenovo               | Ducati Desmosedici | 30   | +9.086    | 4º      |
| 7º   | 41 | Aleix Espargaró   | Aprilia Racing Team Gresini | Aprilia RS-GP      | 30   | +9.371    | 3º      |
| 8º   | 5  | Johann Zarco      | Pramac Racing               | Ducati Desmosedici | 30   | +11.439   | 1º      |
| 9º   | 36 | Joan Mir          | Suzuki Ecstar               | Suzuki GSX-RR      | 30   | +11.625   | 16º     |
| 10º  | 44 | Pol Espargaró     | Repsol Honda                | Honda RC213V       | 30   | +14.769   | 8º      |
| 11º  | 42 | Álex Rins         | Suzuki Ecstar               | Suzuki GSX-RR      | 30   | +16.803   | 11º     |
| 12º  | 89 | Jorge Martín      | Pramac Racing               | Ducati Desmosedici | 30   | +16.915   | 7º      |
| 13º  | 30 | Takaaki Nakagami  | LCR Honda Idemitsu          | Honda RC213V       | 30   | +19.217   | 9º      |
| 14º  | 46 | Valentino Rossi   | Petronas Yamaha SRT         | Yamaha YZR-M1      | 30   | +22.300   | 15º     |
| 15º  | 10 | Luca Marini       | SKY VR46 Esponsorama        | Ducati Desmosedici | 30   | +23.615   | 14º     |
| 16º  | 23 | Enea Bastianini   | Esponsorama Racing          | Ducati Desmosedici | 30   | +23.738   | 18º     |
| 17º  | 27 | Iker Lecuona      | Tech 3 KTM Factory Racing   | KTM RC16           | 30   | +23.946   | 20º     |
| 18º  | 21 | Franco Morbidelli | Petronas Yamaha SRT         | Yamaha YZR-M1      | 30   | +24.414   | 17º     |
| 19º  | 12 | Maverick Viñales  | Monster Energy Yamaha       | Yamaha YZR-M1      | 30   | +24.715   | 21º     |

### Ritirati
| Nº | Pilota           | Squadra                     | Motocicletta  | Giri | Griglia |
| -- | ---------------- | --------------------------- | ------------- | ---- | ------- |
| 32 | Lorenzo Savadori | Aprilia Racing Team Gresini | Aprilia RS-GP | 5    | 22º     |
| 9  | Danilo Petrucci  | Tech 3 KTM Factory Racing   | KTM RC16      | 4    | 19º     |
| 73 | Álex Márquez     | LCR Honda Castrol           | Honda RC213V  | 4    | 12º     |

## Moto2

### Arrivati al traguardo
| Pos. | Nº | Pilota                | Squadra                  | Motocicletta | Giri | Tempo     | Griglia | Punti |
| ---- | -- | --------------------- | ------------------------ | ------------ | ---- | --------- | ------- | ----- |
| 1º   | 87 | Remy Gardner          | Red Bull KTM Ajo         | Kalex        | 28   | 39'39.191 | 3º      | 25    |
| 2º   | 44 | Arón Canet            | Aspar Team               | Boscoscuro   | 28   | +6.158    | 10º     | 20    |
| 3º   | 72 | Marco Bezzecchi       | SKY Racing Team VR46     | Kalex        | 28   | +7.030    | 4º      | 16    |
| 4º   | 21 | Fabio Di Giannantonio | Federal Oil Gresini      | Kalex        | 28   | +8.145    | 2º      | 13    |
| 5º   | 22 | Sam Lowes             | Elf Marc VDS Racing      | Kalex        | 28   | +9.888    | 7º      | 11    |
| 6º   | 23 | Marcel Schrötter      | Liqui Moly Intact GP     | Kalex        | 28   | +10.000   | 17º     | 10    |
| 7º   | 9  | Jorge Navarro         | +EGO Speed Up            | Boscoscuro   | 28   | +16.039   | 6º      | 9     |
| 8º   | 75 | Albert Arenas         | Aspar Team               | Boscoscuro   | 28   | +19.394   | 18º     | 8     |
| 9º   | 42 | Marcos Ramírez        | American Racing          | Kalex        | 28   | +21.718   | 16º     | 7     |
| 10º  | 6  | Cameron Beaubier      | American Racing          | Kalex        | 28   | +26.393   | 25º     | 6     |
| 11º  | 11 | Nicolò Bulega         | Federal Oil Gresini      | Kalex        | 28   | +26.732   | 11º     | 5     |
| 12º  | 21 | Alonso López          | Flexbox HP40             | Kalex        | 28   | +26.835   | 22º     | 4     |
| 13º  | 64 | Bo Bendsneyder        | Pertamina Mandalika SAG  | Kalex        | 28   | +28.034   | 9º      | 3     |
| 14º  | 70 | Barry Baltus          | NTS RW Racing GP         | NTS          | 28   | +28.984   | 30º     | 2     |
| 15º  | 13 | Celestino Vietti      | SKY Racing Team VR46     | Kalex        | 28   | +31.414   | 21º     | 1     |
| 16º  | 14 | Tony Arbolino         | Liqui Moly Intact GP     | Kalex        | 28   | +33.176   | 20º     |       |
| 17º  | 55 | Hafizh Syahrin        | NTS RW Racing GP         | NTS          | 28   | +33.425   | 26º     |       |
| 18º  | 35 | Somkiat Chantra       | Idemitsu Honda Team Asia | Kalex        | 28   | +39.638   | 13º     |       |
| 19º  | 12 | Thomas Lüthi          | Pertamina Mandalika SAG  | Kalex        | 28   | +39.682   | 28º     |       |
| 20º  | 62 | Stefano Manzi         | Flexbox HP40             | Kalex        | 28   | +44.613   | 27º     |       |
| 21º  | 96 | Jake Dixon            | Petronas Sprinta Racing  | Kalex        | 28   | +47.416   | 15º     |       |

### Ritirati
| Nº | Pilota              | Squadra                  | Motocicletta | Giri | Griglia |
| -- | ------------------- | ------------------------ | ------------ | ---- | ------- |
| 79 | Ai Ogura            | Idemitsu Honda Team Asia | Kalex        | 27   | 8º      |
| 97 | Xavi Vierge         | Petronas Sprinta Racing  | Kalex        | 27   | 5º      |
| 16 | Joe Roberts         | American Racing          | Kalex        | 27   | 12º     |
| 19 | Lorenzo Dalla Porta | Italtrans Racing         | Kalex        | 14   | 19º     |
| 37 | Augusto Fernández   | Elf Marc VDS Racing      | Kalex        | 6    | 14º     |
| 7  | Lorenzo Baldassarri | MV Agusta Forward Racing | MV Agusta F2 | 6    | 24º     |
| 25 | Raúl Fernández      | Red Bull KTM Ajo         | Kalex        | 4    | 1º      |
| 54 | Fermín Aldeguer     | +EGO Speed Up            | Boscoscuro   | 3    | 23º     |
| 24 | Simone Corsi        | MV Agusta Forward Racing | MV Agusta F2 | 0    | 29º     |

## Moto3
Joel Kelso sostituisce Maximilian Kofler nel team CIP Green Power. Ayumu Sasaki dopo l'incidente occorsogli al precedente Gran Premio di Catalogna, non prende parte alla gara.

### Arrivati al traguardo
| Pos. | Nº | Pilota             | Squadra                     | Motocicletta  | Giri | Tempo     | Griglia |
| ---- | -- | ------------------ | --------------------------- | ------------- | ---- | --------- | ------- |
| 1º   | 37 | Pedro Acosta       | Red Bull KTM Ajo            | KTM RC 250 GP | 27   | 39'38.791 | 13º     |
| 2º   | 27 | Kaito Toba         | CIP Green Power             | KTM RC 250 GP | 27   | +0.130    | 5º      |
| 3º   | 7  | Dennis Foggia      | Leopard Racing              | Honda NSF250R | 27   | +0.259    | 2º      |
| 4º   | 52 | Jeremy Alcoba      | Indonesian Racing Gresini   | Honda NSF250R | 27   | +0.206    | 20º     |
| 5º   | 16 | Andrea Migno       | Rivacold Snipers            | Honda NSF250R | 27   | +0.459    | 10º     |
| 6º   | 23 | Niccolò Antonelli  | Avintia Esponsorama         | KTM RC 250 GP | 27   | +0.728    | 7º      |
| 7º   | 11 | Sergio García      | Gaviota GasGas Aspar        | Gas Gas       | 27   | +0.537    | 14º     |
| 8º   | 24 | Tatsuki Suzuki     | SIC58 Squadra Corse         | Honda NSF250R | 27   | +0.647    | 3º      |
| 9º   | 43 | Xavier Artigas     | Leopard Racing              | Honda NSF250R | 27   | +0.864    | 15º     |
| 10º  | 28 | Izan Guevara       | Gaviota GasGas Aspar        | Gas Gas       | 27   | +6.557    | 12º     |
| 11º  | 17 | John McPhee        | Petronas Sprinta Racing     | Honda NSF250R | 27   | +7.512    | 4º      |
| 12º  | 22 | Elia Bartolini     | Avintia Esponsorama         | KTM RC 250 GP | 27   | +7.576    | 25º     |
| 13º  | 55 | Romano Fenati      | Sterilgarda Max Racing Team | Husqvarna     | 27   | +20.902   | 8º      |
| 14º  | 40 | Darryn Binder      | Petronas Sprinta Racing     | Honda NSF250R | 27   | +37.855   | 18º     |
| 15º  | 19 | Andi Farid Izdihar | Honda Team Asia             | Honda NSF250R | 27   | +38.297   | 26º     |
| 16º  | 53 | Deniz Öncü         | Red Bull KTM Tech 3         | KTM RC 250 GP | 27   | +54.714   | 11º     |
| 17º  | 66 | Joel Kelso         | CIP Green Power             | KTM RC 250 GP | 27   | +58.423   | 24º     |
| 18º  | 6  | Ryusei Yamanaka    | CarXpert PrüstelGP          | KTM RC 250 GP | 27   | +1'27.070 | 21º     |

### Ritirati
| Nº | Pilota           | Squadra                     | Motocicletta  | Giri | Griglia |
| -- | ---------------- | --------------------------- | ------------- | ---- | ------- |
| 82 | Stefano Nepa     | BOE Owlride                 | KTM RC 250 GP | 15   | 9º      |
| 5  | Jaume Masiá      | Red Bull KTM Ajo            | KTM RC 250 GP | 14   | 17º     |
| 54 | Riccardo Rossi   | BOE Owlride                 | KTM RC 250 GP | 14   | 22º     |
| 20 | Lorenzo Fellon   | SIC58 Squadra Corse         | Honda NSF250R | 12   | 6º      |
| 12 | Filip Salač      | Rivacold Snipers            | Honda NSF250R | 12   | 1º      |
| 2  | Gabriel Rodrigo  | Indonesian Racing Gresini   | Honda NSF250R | 10   | 19º     |
| 31 | Adrián Fernández | Sterilgarda Max Racing Team | Husqvarna     | 7    | 23º     |
| 92 | Yuki Kunii       | Honda Team Asia             | Honda NSF250R | 3    | 16º     |